# Postkeynesiánství
Postkeynesiánství je politicko-ekonomická škola vycházející z myšlenek Johna Maynarda Keynese, Michała Kaleckiho, Joan Robinsonové, Pierro Sraffy, Nicholase Kaldora, Paula Davidsona, Hymana Minskeho a mnoha dalších. Postkeynesiánství patří k hlavním tradicím v rámci heterodoxní (politické) ekonomie společně se „starým“ institucionalismem (Thorsten Veblen, John Kenneth Galbraith, Kenneth Boulding, Geoffrey Hodgson) a netotalitním marxismem (Baran, Sweezy, apod.). Podle lorda Roberta Skidelskiho, biografa J. M. Keynese, patří v současné ekonomické teorii postkeynesovci ke skutečným a nejvíce autentickým následovníkům Keynese (na rozdíl od „pseudokeynesovců“, jako jsou Paul Samuelson anebo Gregory Mankiw). Podle Sheily Dowové je pro každou ekonomickou doktrínu vždy typická specifická metodologie a filosofie vědy (ontologické, epistemologické a normativní předpoklady s politickými následky na rozdělení moci ve společnosti). Pro postkeynesiánství je typický důraz na realistické pozorování a odpor k matematickému formalismu a pozitivismu tržních fundamentalistů. 

## Charakteristika postkeynesiánství
Vyjdeme li ze závěrů Anthonyho Thirwalla, můžeme PKM charakterizovat těmito body:
- Za prvé, zaměstnanost a nezaměstnanost jsou určovány na trhu produktů, nikoli na trhu práce.
- Za druhé, nedobrovolná nezaměstnanost existuje a je způsobena nedostatečnou efektivní poptávkou.
  - Není to důsledek nedokonalostí trhu práce.
  - Odstranění „nedokonalostí“ nepovede k vyšší zaměstnanosti.
- Za třetí, vztah mezi agregovanými investicemi a agregovanými úsporami je zásadní pro makroekonomickou teorii a kauzalita vede od investic k úsporám, a ne naopak.
- Za čtvrté, peněžní ekonomika je zcela odlišná od barterové (mainstreamové, tržně fundamentalistické) ekonomiky.
  - Peníze nejsou neutrální i v dlouhodobém hledisku, realita je ne-ergodická (transmutabilní) a nepredikovatelná, protože není a priori určená a důchodový efekt je důležitější než substituční efekt.
  - Finance jsou důležité.
  - Na dluhu záleží, protože proto peníze vůbec vznikly.
- Za páté, kvantitativní teorie peněz je vážně zavádějící, a to ze tří důvodů.
  - Peníze jsou endogenní.
  - Příčinná rovnice směny (M * V = P * T) probíhá zprava doleva.
  - Změny v preferenci likvidity znamenají, že V není konstantní.
    - Nákladové síly často vytvářejí inflaci dlouho předtím, než je dosaženo plné zaměstnanosti.
- Za šesté, kapitalistické ekonomiky jsou poháněny „animal spirits“ investorů, které určují investice.